# Piero Hincapié
Piero Hincapié, né le 9 janvier 2002 à Esmeraldas en Équateur, est un footballeur international équatorien qui évolue au poste de défenseur central au Bayer Leverkusen.

## Biographie

### En club
Né à Esmeraldas en Équateur, Piero Hincapié est notamment formé par l'Independiente del Valle, club qu'il rejoint en 2016. Il joue son premier match en professionnel le 10 août 2019, lors d'une rencontre de championnat face au Mushuc Runa SC. Il est titularisé en défense centrale lors de ce match perdu par son équipe (2-3 score final).
Le 20 août 2020, Hincapié rejoint l'Argentine pour s'engager avec le CA Talleres,. Il n'était pas prévu qu'il intègre directement l'équipe première mais toutefois, en janvier 2021, à la suite de la blessure de Juan Komar, il est intégré à celle-ci. Hincapié joue son premier match sous ses nouvelles couleurs le 11 janvier 2021, face au CA Colón de Santa Fe. Il est titularisé et son équipe s'impose par deux buts à un.
Ses prestations ne passant pas inaperçues lors de la Copa América 2021, Piero Hincapié est repéré par le Bayer Leverkusen. Il s'engage avec le club allemand le 16 août 2021, signant un contrat courant jusqu'en juin 2026.
Hincapié inscrit son premier but pour Leverkusen le 30 septembre 2021, à l'occasion d'un match de groupe de la Ligue Europa 2021-2022 face au Celtic Glasgow. Titularisé, il ouvre le score et participe à la victoire de son équipe par quatre buts à zéro,.

### En sélection
Piero Hincapié est sélectionné avec l'équipe d'Équateur des moins de 17 ans pour participer au championnat sud-américain des moins de 17 ans 2019 organisé au Pérou. Lors de cette compétition, il joue sept matchs, en officiant comme capitaine de l'équipe. Avec un bilan de trois victoires, trois nuls et trois défaites, l'Équateur se classe quatrième du tournoi. Il dispute ensuite quelques mois plus tard la Coupe du monde des moins de 17 ans qui se déroule au Brésil. Lors du mondial junior, il est titulaire en défense centrale, et joue l'intégralité des quatre matchs de son équipe, qui s'incline en huitième de finale contre l'Italie (0-1 score final).
En juin 2021, il est retenu par Gustavo Alfaro, le sélectionneur de l'équipe nationale d'Équateur, pour participer à la Copa América 2021,. Le 14 juin 2021, il honore sa première sélection, face à la Colombie. Il est titulaire ce jour-là, et son équipe s'incline sur le score de un but à zéro.
Le 11 novembre 2021, Hincapié inscrit son premier but en sélection, lors d'un match contre le Venezuela. Il marque le seul but de la partie de la tête et permet ainsi à son équipe de s'imposer,.
Le 14 novembre 2022, Hincapié est sélectionné par Gustavo Alfaro pour participer à la Coupe du monde 2022.
Hincapié marque son deuxième but en sélection le 16 juin 2024 face au Honduras. Titulaire ce jour-là, il marque le but vainqueur de son équipe en fin de match (2-1 score final).

## Statistiques
| Saison                | Club                    | Championnat           | Championnat | Championnat | Coupe(s) nationale(s) | Coupe(s) nationale(s) | Supercoupe | Supercoupe | Compétition(s) continentale(s) | Compétition(s) continentale(s) | Compétition(s) continentale(s) | Play-offs | Play-offs | Total | Total |
| Saison                | Club                    | Division              | M.          | B.          | M.                    | B.                    | M.         | B.         | Comp.                          | M.                             | B.                             | M.        | B.        | M.    | B.    |
| 2019                  | Independiente del Valle | Serie A               | 1           | 0           | -                     | -                     | -          | -          | -                              | -                              | -                              | -         | -         | 1     | 0     |
| 2020                  | Independiente del Valle | Serie A               | 2           | 0           | -                     | -                     | -          | -          | CL                             | -                              | -                              | -         | -         | 2     | 0     |
| Sous-total            | Sous-total              | Sous-total            | 3           | 0           | -                     | -                     | -          | -          | -                              | -                              | -                              | -         | -         | 3     | 0     |
| 2021                  | CA Talleres             | Primera División      | 12          | 0           | 2                     | 0                     | -          | -          | CS                             | 6                              | 0                              | 2         | 0         | 22    | 0     |
| 2021-2022             | Bayer Leverkusen        | Bundesliga            | 27          | 1           | -                     | -                     | -          | -          | C3                             | 6                              | 1                              | -         | -         | 33    | 2     |
| 2022-2023             | Bayer Leverkusen        | Bundesliga            | 30          | 1           | -                     | -                     | -          | -          | C1+C3                          | 5+8                            | 0+0                            | -         | -         | 43    | 1     |
| 2023-2024             | Bayer Leverkusen        | Bundesliga            | 26          | 1           | 5                     | 0                     | -          | -          | C3                             | 12                             | 0                              | -         | -         | 43    | 1     |
| 2024-2025             | Bayer Leverkusen        | Bundesliga            | 32          | 2           | 3                     | 0                     | 1          | 0          | C1                             | 9                              | 1                              | -         | -         | 45    | 3     |
| 2025-2026             | Bayer Leverkusen        | Bundesliga            | 0           | 0           | 1                     | 0                     | -          | -          | C1                             | 0                              | 0                              | -         | -         | 1     | 0     |
| Sous-total            | Sous-total              | Sous-total            | 115         | 5           | 9                     | 0                     | 1          | 0          | -                              | 40                             | 2                              | -         | -         | 165   | 7     |
| Total sur la carrière | Total sur la carrière   | Total sur la carrière | 130         | 5           | 11                    | 0                     | 1          | 0          | -                              | 46                             | 2                              | 2         | 0         | 190   | 7     |

### En sélection nationale
| Saison                | Sélection             | Phases finales        | Phases finales | Phases finales | Phases finales | Éliminatoires CDM | Éliminatoires CDM | Éliminatoires CDM | Matchs amicaux | Matchs amicaux | Matchs amicaux | Total | Total | Total |
| Saison                | Sélection             | Compétition           | M              | B              | Pd             | M                 | B                 | Pd                | M              | B              | Pd             | M     | B     | Pd    |
| --------------------- | --------------------- | --------------------- | -------------- | -------------- | -------------- | ----------------- | ----------------- | ----------------- | -------------- | -------------- | -------------- | ----- | ----- | ----- |
| 2020-2021             | Équateur              | Copa América 2021     | 5              | 0              | 0              | 0                 | 0                 | 0                 | -              | -              | -              | 5     | 0     | 0     |
| 2021-2022             | Équateur              | -                     | -              | -              | -              | 11                | 1                 | 0                 | 3              | 0              | 0              | 14    | 1     | 0     |
| 2022-2023             | Équateur              | Coupe du monde 2022   | 3              | 0              | 0              | -                 | -                 | -                 | 5              | 0              | 0              | 8     | 0     | 0     |
| 2023-2024             | Équateur              | Copa América 2024     | 4              | 1              | 0              | 3                 | 0                 | 0                 | 3              | 1              | 0              | 10    | 2     | 0     |
| 2024-2025             | Équateur              | -                     | -              | -              | -              | 7                 | 0                 | 0                 | -              | -              | -              | 7     | 0     | 0     |
| Total sur la carrière | Total sur la carrière | Total sur la carrière | 12             | 1              | 0              | 21                | 1                 | 0                 | 11             | 1              | 0              | 44    | 3     | 0     |

## Palmarès
Bayer Leverkusen
- Bundesliga
  - Champion : 2024

- DFB Pökal
  - Vainqueur : 2024

- Supercoupe d’Allemagne 
  - Vainqueur : 2024

### Distinction
Membre de l'équipe-type de la Copa América 2024